# Фоулдз, Адам
Адам Фоулдз (англ. Adam Foulds, 1974, Лондон) — английский поэт и прозаик. Лауреат Премии Европейского союза по литературе 2011 года.

## Биография
Родился в 1974 году в Лондоне. Учился в школе Бэнкрофта в Лондоне. Преподавал английский язык в Оксфордском колледже Св. Катерины. 
В 2001 году получил степень магистра литературного мастерства в университете Восточной Англии (Норидж). 
Печатался в журналах как поэт. В 2007 дебютировал романом «Правда об этих странных временах».

## Произведения
- «Правда об этих странных временах»/ The Truth About These Strange Times (роман, 2007; премия газеты The Sunday Times молодому писателю за лучшую книгу года, премия Бетти Траск).
- «Нарушенное слово»/ The Broken Word (2008, историческая поэма о восстании мау-мау в Кении; John Llewellyn Rhys Prize, премия Коста, Премия Сомерсета Моэма, шорт-лист премии газеты The Sunday Times молодому писателю за лучшую книгу года).
- «Ускоряющийся лабиринт»/ The Quickening Maze (исторический роман о Джоне Клэре; премия Общества авторов Encore за второй роман, премия Вальтера Скотта, шорт-лист Букеровской премии, Премия Европейского Союза по литературе 2011 года).

## Публикации на русском языке
- «Ускоряющийся лабиринт»// Иностранная литература, 2012, № 6

## Признание
В 2010 году был избран членом Королевского литературного общества. В 2013 авторитетный журнал Granta назвал его в числе 20 лучших молодых романистов Великобритании ().